# Distretto di Lebern
Il distretto di Lebern è un distretto del Canton Soletta, in Svizzera. Confina con i distretti di Thal a nord, di Wasseramt, di Soletta e di Bucheggberg a sud e con il Canton Berna (regione del Seeland a sud-ovest, del Giura Bernese a ovest e a nord-ovest e dell'Emmental-Alta Argovia a est). Il capoluogo è Grenchen.

## Comuni
Amministrativamente è diviso in 15 comuni:
- Balm bei Günsberg
- Bellach
- Bettlach
- Feldbrunnen-Sankt Niklaus
- Flumenthal
- Grenchen
- Günsberg
- Hubersdorf
- Kammersrohr
- Langendorf
- Lommiswil
- Oberdorf
- Riedholz
- Rüttenen
- Selzach

### Fusioni
- 2011: Niederwil, Riedholz  → Riedholz